# Les Genêts d'Anglet
Pour les articles homonymes, voir Genêt (homonymie).
Maillots
Actualités
Dernière mise à jour : 15 octobre 2024.
Les Genêts d'Anglet Football est un club français de football fondé le 12 avril 1910 et basé à Anglet dans les Pyrénées-Atlantiques. Le club, présidé par Vincent Brana, évolue en National 3 sous la houlette de Cédric Pardeilhan.
Fort de plus de 700 membres, le club angloy est premier au classement par nombre de licenciés dans les Pyrénées-Atlantiques.

## Repères historiques
Les Genêts d'Anglet Football est un club de football issu d'un patronage catholique, à l'instar de la grande majorité des clubs de football du Sud-Ouest, créé le 12 avril 1910 sous la loi 1910. La création du club est actée au Journal Officiel le 25 juillet 1911.
Le club doit son nom et ses couleurs "Jaune et Verte", hommage aux genêts qui embellissaient les forets et pignadas d'Anglet, à Eugène Labaste, fils du boulanger d'un établissement du quartier des Cinq Cantons.
Les Genets adhèrent à l'Union Pyrénéenne en 1912.
En 1955, sous l’impulsion de l'Abbé Larcebeau, les Genêts s'installent sur le site de Choisy, qui abritera pendant 3 décennies l'association au travers d'une convention passée avec le relais Paroissial.
Les Genêts d'Anglet Football accèdent au Championnat de France amateur 2 de football au début de la saison 2003-2004, après avoir été un pensionnaire régulier des divisions amateurs d'Aquitaine.
En 2017, le propriétaire vend une partie des terrains pour un programme immobilier, et les Genêts doivent quitter leur célèbre "Villa Choisy" qui est détruite. L'équipe fanion du club doit également déménager au stade Saint-Jean, principal stade de la ville d'Anglet.
La Ville d'Anglet, qui après avoir déjà transformé en terrain synthétique l'historique terrain de football en herbe devenu désuet avec le temps, livrera aussi en 2018 de nouvelles installations aux Genêts tout en restant sur le site de Choisy. Les bâtiments ont été scindés en 2 parties (un pour les activités Football et ses 760 licenciés, et l'autre pour les activités Musique, Danse et Gymnastique et ses 220 membres)
L'inauguration a lieu le 26 mai 2018 et est placée sous l'égide du Maire d'Anglet Claude Olive, et des Présidents Fabrice Berassen (Genêts d'Anglet) et Frédéric Teiletche (Genêts d'Anglet Football).
Lors de la saison de 2018-2019, Cédric Pardeilhan est nommé entraîneur en chef.
Les Genêts d'Anglet remportent le match de la dernière journée de National 3 2023-2024 face à la réserve des Girondins de Bordeaux sur le score de 1 à 0, et terminent ainsi premiers de leur poule, position synonyme de retour National 2, quinze ans après la rélègation.

### Les grandes dates de l'histoire des Genêts d'Anglet
- 1910: création de l'association et de la section Football
- 1960: 50e anniversaire. Les Genêts se réorganisent à la suite de la disparition de certaines sections, et en constituent 3 qui sont toujours demeurées au cours de l'histoire: Football, la Banda, Angeluarrak (chant et danse basque)
- 2002-2003: 32es de finale Coupe de France (défaite 1-0 contre l'En Avant de Guingamp alors en Ligue 1, but de Didier Drogba)
- 2003-2004: accession en CFA 2
- 2004-2005: accession en CFA
- 2006-2007: maintien en CFA. Difficile saison avec un maintien assuré de justesse.
- 2007: la section Football devient une Association à part entière, à la suite des exigences de la FFF (et DNCG). L'association les Genêts d'Anglet lui transfèrent son numéro d'affiliation, et les nouveaux statuts prévoient que l'ensemble des membres restent attachés à l'association historique
- 2007-2008: belle première partie de saison avec une place de leader souvent occupée. L'équipe première craque lors de la phase retour, laissant l'Aviron bayonnais accéder au championnat national (3e division).
- 2008-2009: maintien en CFA. Difficile saison avec un maintien assuré de justesse (15e sur les 18 équipes du groupe C).
- 2009-2010: maintien en CFA. « Le miracle du centenaire »: lors de la dernière journée, les Genêts doivent espérer l'absence de victoire de la part de Bordeaux 2 ou Fontenay Vendée et gagner de leur côté. Alors qu'ils assurent la victoire face à Colomiers (2-1),les genêts apprennent à la fin de leur match que Fontenay a gagné et que Bordeaux mène 1-0 face à Niort à la 90e minute. Le miracle surviendra à la 91e minute lorsque les Niortais vont égaliser, propulsant ainsi Bordeaux 2 en CFA 2 et maintenant Anglet en CFA.
- 2010: 100ème anniversaire
- 2011-2012: descente en CFA 2
- 2015-2016: 8e tour de la Coupe de France (64e de finale), défaite 0-0 (4-5 TAB) face au Chamois niortais, club de Ligue 2.
- 2023-2024: Vainqueur de leur groupe de National 3, retour en National 2

## Effectif

### Effectif actuel
Le tableau suivant liste l'effectif du club pour la saison 2024-2025.

## Palmarès

### Coupe de France de football
32èmes de finale :
- 2003 : En Avant de Guingamp - Ligue 1

64èmes de finale :
- 2016 : Chamois niortais - Ligue 2
- 2015 : Stade Montois - CFA
- 2014 : Chamois niortais - Ligue 2
- 2007 : Carquefou - CFA 2

Vainqueur de la Coupe d'Aquitaine: 2003, 2006, 2018.

## Éléments comptables
Le tableau ci-dessous résume les différents budgets prévisionnels du club angloy saison après saison. Le budget pour la saison 2020 - 2021 est de 650 000 €.
| Saison | 2013-2014 | 2014-2015 | 2015-2016 | 2016-2017 | 2017-2018 | 2018-2019 | 2019-2020 | 2020-2021 | 2021-2022 |
| Budget | 0,7 M€    | 0,7 M€    | 0,7 M€    | 0,7 M€    | 0,7 M€    | 0,7 M€    | 0,8 M€    | 0,6 M€    | 0,65 M€   |

Légende : M€ = millions d'euros.

## Identité visuelle

### Couleurs et maillots
Le club joue généralement avec un maillot jaune à parement vert.

### Logo

Évolution du logo
Logo de [Quand ?] à 2018.
Logo depuis 2018.